# EL/M-2248

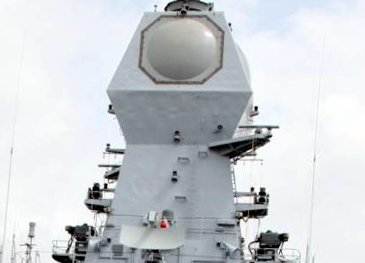
이스라엘이 개발한 레이더 elm 2248의 모습이다.

EL/M-2248은 이스라엘이 개발한 능동주사식 위상배열(AESA) 레이더다. 구축함에 탑재되어 360도 전방향을 탐지/추적하는 첨단 레이더로, 이스라엘과 인도 해군이 운용하고 있다. 4방향에 탑재되는 비선회형 레이더다.

## 역사
EL/M-2248 MF-STAR는 미국 이지스함의 AN/SPY-1D와 유사하지만, 전파 출력이 낮다. 400 km 탐지거리에 1,000개의 공중 목표물을 탐지할 수 있다.

## 레이더 성능

### 제원
- 종류 : 3차원 대공 레이더
- 레이더 탐지거리 : 250km
- 밴드 : S 밴드
- 제조국 :  이스라엘
- 무게 : 1.5톤

### 레이더 탐지거리
- 고고도 전투기 목표물 : 250km 이상.
- 저고도 순항미사일 : 25km 이상.

## 운용국
- 이스라엘 - Sa'ar 5급 초계함
- 인도 - 콜카타급 구축함, 비크란트급 항공모함
- 대한민국 - 마라도함

## 같이 보기
- MW-08
- SMART-S
- EMPAR
- SAMPSON